# アーニー・パイル
“アーニー”アーネスト・テイラー・パイル（英語: Ernest Taylor "Ernie" Pyle, 1900年8月3日 - 1945年4月18日）は、アメリカのジャーナリスト。

## プロフィール
インディアナ州デイナ出身。アメリカ陸軍予備役となったが、終戦直前であったため第一次世界大戦には参戦せず、その後インディアナ大学へ進学し、中退後に地元紙の記者となる。その後ワシントンD.C.の「ワシントン・デイリー・ニュース」紙の記者となる。
第二次世界大戦に従軍記者として同行し、1944年にピューリッツァー賞を受賞するなど、第二次世界大戦期のアメリカの従軍記者を代表する存在の1人となったが、翌年4月に従軍先の沖縄県伊江島にて戦死した。彼は他の将校たちとジープに乗って移動していたが、日本軍の機関銃から射撃を受け、いったんは降車して身を隠したところを、続いて飛来した銃弾に当たった。遺体は一度現地に埋葬されたのち米軍基地に移され、1949年にハワイ・ホノルルの国立太平洋記念墓地に埋葬された。毎年4月18日に最期の地となった伊江村で慰霊祭が行われる。
第二次世界大戦後に、日本を占領下においた連合国軍最高司令官総司令部（GHQ）が東京宝塚劇場を接収した際、アメリカ軍の強い要望により「アーニー・パイル劇場」と名付けられた。
アメリカ軍統治時代の那覇の国際通りにも、琉球列島米軍政府と琉球政府の協力で「アーニーパイル国際劇場」という映画館が建設された。「アーニーパイル国際劇場がある通り」から「国際通り」と呼ばれるようになったという。
アーニー・パイルが従軍ジャーナリストとして帯同した北アフリカ戦線のレポートをもとに、映画『G・I・ジョウ』が制作された。

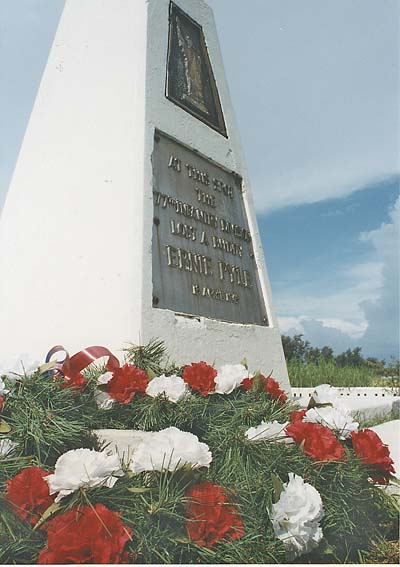
伊江島の「アーニーパイルの碑」
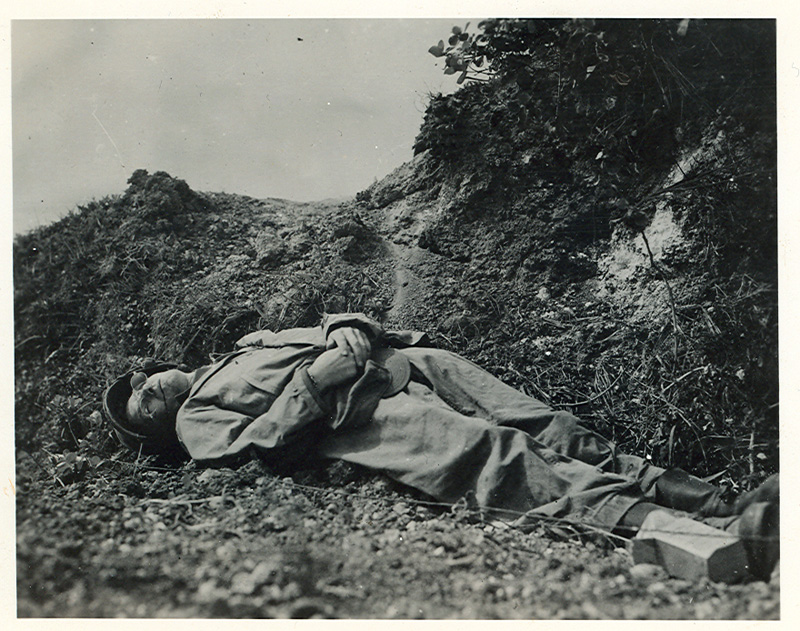
戦死直後

## 著書
- 『勇敢な人々 [第2]』牧書房翻訳室, 1950
- 『最後の章』瀧口修造訳、青磁社、1950
- 『勇敢な人々 ヨーロッパ戦線のアーニー・パイル』村上啓夫訳、早川書房, 1969
- 『アーニーの戦争 アーニー・パイル第2次大戦ベストコラム』デービッド・ニコルズ編著、関元訳、宝島社, 1990

伝記
- ジェームズ・トービン『アーニー・パイルが見た「戦争」』吉村弘訳、芙蓉書房出版, 2006